# Tîrgul-Vertiujeni
Tîrgul-Vertiujeni – miejscowość i gmina w Mołdawii, w rejonie Florești. W 2014 roku liczyła 730 mieszkańców.